# ランプシェード (サカノウエヨースケの曲)
「ランプシェード」は、サカノウエヨースケの通算6枚目のシングル。2002年10月9日にエピックレコードジャパンよりリリースされた。

## 解説
前作「恋のサバイバルナイトフィーバー」より約4か月後にリリースされた。「ランプシェード」はテレビ東京系オーディション番組『ハマラジャ』のオープニングテーマに起用された。また、同曲は1枚目のアルバム『TOY』に収録された。

## 収録曲
1. ランプシェード
  - 作詞・作曲：サカノウエヨースケ
  - テレビ東京系「ハマラジャ」オープニングテーマ
2. 恋のサバイバルナイトフィーバー（Acoustic ver.）
  - 作詞・作曲：サカノウエヨースケ
3. ランプシェード （Memorial Mix）